# Habrotrocha thienemanni
Habrotrocha thienemanni is een raderdiertjessoort uit de familie Habrotrochidae. De wetenschappelijke naam van deze soort is voor het eerst geldig gepubliceerd in 1924 door Hauer.